# Mirosław Sadowski
Mirosław Sadowski (ur. 3 września 1935 w Jeżewie Starym) – polski rolnik i polityk, poseł na Sejm PRL IX kadencji.

## Życiorys
Uzyskał wykształcenie zasadnicze zawodowe. Od 1950 pracował w gospodarstwie rodziców (w 1970 został jego właścicielem). W latach 1962–1963 był radnym Gromadzkiej Rady Narodowej w Jeżewie Starym. Od 1975 radny Wojewódzkiej Rady Narodowej w Białymstoku. Był też radnym Gminnej Rady Narodowej w Tykocinie w latach 1975–1983. Od 1975 był także komendantem gminnym Ochotniczej Straży Pożarnej w Tykocinie i prezesem tamtejszego Gminnego Komitetu Zjednoczonego Stronnictwa Ludowego. W latach 1985–1989 pełnił mandat posła na Sejm PRL IX kadencji w okręgu Białystok, zasiadając w Komisji Administracji, Spraw Wewnętrznych i Wymiaru Sprawiedliwości oraz w Komisji Rolnictwa, Leśnictwa i Gospodarki Żywnościowej. Otrzymał Złoty Krzyż Zasługi.